# Пржездзецкие
Пржездзецкие (пол. Przezdziecki, Przeździecki) — дворянский род.
Род герба Рох III, восходящий к началу XVII в. Николай-Владислав Пржездзецкий (умер в 1683 г.) был каштеляном новогрудским и маршалом литовского трибунала, Александр (умер в 1732 г.) каштеляном инфлянцким, Антон-Фаддей (1718—1772) — подканцлером великого князя Литовского.
- Его дочь, Елена (в зам. Радзивилл; 1753—1821) — статс-дама, жена виленского воеводы М. И. Радзивилла, основательница парка Аркадия.
- Его сын, Константин (пол. Konstanty Przeździecki; 1782—1856) — подольский губернский предводитель дворянства, автор нескольких сочинений по истории Юго-Западной Руси, в 1853 году получил лично графский титул от императора Николая I.
  - граф Константин-Казимир Константинович Пржездецкий (пол. Konstanty Gabriel Kazimierz Przezdziecki ; 1879—1966) — полковник Российской императорской и польской армий[1].
  - граф Александр Нарциз Пшездецкий (1814—1871) — польский историк, медиевист, издатель.

Род Пржездзецких внесён в VI ч. родословных книг Волынской и Подольской губерний.